# Fort Deposit
Fort Deposit és una població dels Estats Units a l'estat d'Alabama. Segons el cens del 2000 tenia 1.270 habitants.

## Demografia
Segons el cens del 2000, Fort Deposit tenia 1.270 habitants, 489 habitatges, i 349 famílies. La densitat de població era de 86,9 habitants/km².
Dels 489 habitatges en un 35% hi vivien nens de menys de 18 anys, en un 39,3% hi vivien parelles casades, en un 27,4% dones solteres, i en un 28,6% no eren unitats familiars. En el 25,6% dels habitatges hi vivien persones soles el 9,6% de les quals corresponia a persones de 65 anys o més que vivien soles. El nombre mitjà de persones vivint en cada habitatge era de 2,6 i el nombre mitjà de persones que vivien en cada família era de 3,12.
Per edats la població es repartia de la següent manera: un 29,8% tenia menys de 18 anys, un 8,6% entre 18 i 24, un 27,1% entre 25 i 44, un 21,7% de 45 a 60 i un 12,8% 65 anys o més.
L'edat mediana era de 35 anys. Per cada 100 dones hi havia 86,2 homes. Per cada 100 dones de 18 o més anys hi havia 83 homes.
La renda mediana per habitatge era de 20.433 $ i la renda mediana per família de 24.250 $. Els homes tenien una renda mediana de 27.391 $ mentre que les dones 20.882 $. La renda per capita de la població era de 12.584 $. Aproximadament el 29,8% de les famílies i el 35,3% de la població estaven per davall del llindar de pobresa.

## Poblacions més properes
El següent diagrama mostra les poblacions més properes.